# Air liquide
Air liquide, prej L'Air liquide, je francoska industrijska skupina mednarodnega obsega, specializirana za industrijske pline, torej pline za industrijo, zdravje, okolje in raziskave. Prisotna je v osemdesetih državah sveta in oskrbuje več kot 3,6 milijona strank in bolnikov. Skupina Air Liquide kotira na pariški borzi in je vključena v indekse CAC 40, Euro Stoxx 50 in FTSE4Good.